# BookCrossing

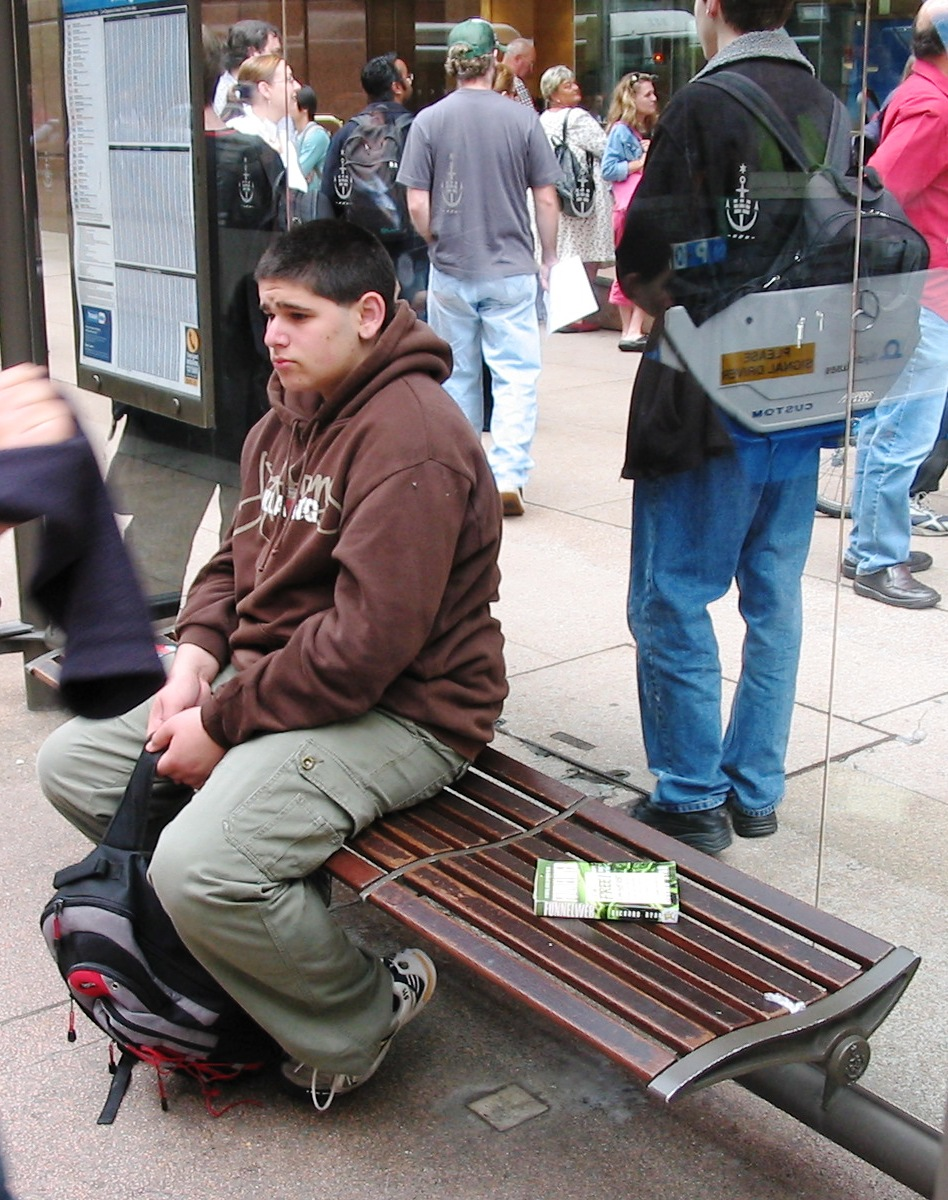
Böcker släpps ut och följs via BookCrossing.

BookCrossing är en internationell rörelse med en webbplats där man kan lägga upp information om var man har lagt en bok som man vill ge bort till en slumpmässig läsare. I boken klistrar man in en lapp (eller skriver för hand direkt i boken) med ett identifikationsnummer (BCID-nummer) och en kort instruktion så att just den specifika boken kan hittas på webbsidan. Rörelsen har beskrivits som en korsning av skattjakt och flaskpost. BookCrossings maskot är en gul springande bok.

## Idé
Grundtanken är att fler ska läsa böcker genom att "släppa ut" böckerna i det fria. Efter att ha registrerat böckerna på bookcrossings hemsida får boken ett BCID (Bookcorssing-ID). Sifferkoden (ID) skrivs i boken så att nästa person som hittar boken, läser instruktionen och skriver in BCID-numret på webbsidan. Då kan man se vart boken varit tidigare, och vad föregående läsare tyckt om den. Man skriver en liten anteckning om var man hittat boken, om man läst den, vad man tyckte om den, detta kan man göra som anonym upphittare eller så kan man registrera sig som medlem och på så sätt fortsätta följa bokens resa. När man läst klart sin bok kan man skriva en "release note" och tala om var man lagt boken så att en ny läsare får chansen att hitta boken. Förutom att hitta böcker kan man också aktiv leta efter dem. På Go hunting, som är en del av sajten, kan besökaren klicka sig fram mellan länder och se efter om det finns några böcker som nyligen släppts ut i deras hemstad. I Sverige släpptes under juli månad 2021 drygt 400 böcker med ett bookcrossing ID.

## En växande rörelse
Sajten Bookcrossing.com lades upp på internet 17 april 2001, och BookCrossing är idag en världsomspännande rörelse. Grundaren Ron Hornbaker inspirerades av webbplatser där man spårade engångskameror och sedlar. I augusti 2021 fanns över 16 miljoner registrerade böcker och drygt 2 miljoner medlemmar globalt. I Sverige samma tid fanns 8 532 medlemmar.